# Гектор-Природа
Гектор-Природа (Зенит-2М/НХ) — серия гражданских аппаратов дистанционного зондирования Земли на основе военных спутников фоторазведки Зенит-2М.
По заказу гражданских подрядчиков военные аппараты Зенит-2М (Гектор) запускались в гражданских целях. Впоследствии появились аппараты серии Фрам и Ресурс-Ф
Для разделения аппаратов запущенных с военной и гражданской целями использовали слова Природа — Гектор-Природа, или буквы «НХ» (народно-хозяйственный) — Зенит-2М/НХ.
Все спутники серии Гектор-Природа запускались под официальным названием «Космос». О пусках ТАСС сообщало неизменной с 1962 года формулировкой, где в конце добавлялась фраза: «Поступающая информация передаётся в государственный научно-исследовательский и производственный центр Природа для обработки и использования»

## Разработка
Эти спутники были сконструированы в КФ ЦКБЭМ и произведены на заводе «Прогресс».

## Состав
Спутники состояли из сервисного и входного модулей на базе КК Восток. Сферический спускаемый аппарат возвращал камеры и плёнку на Землю в конце миссии. Космические корабли имели массу 6300 кг. Электропитание происходило от солнечных батарей, которые были рассчитаны на полёты продолжительностью до 12 — 13 дней.
Спутники «Зенит-2М / НХ» могли нести автономные научно-технические модули «Наука» в передней части спускаемого аппарата

## Эксплуатация
Все старты производились с космодрома Плесецк.
| № | Дата запуска | Официальное наименование | COSPAR    | Ракета-носитель | Дата посадки |
| - | ------------ | ------------------------ | --------- | --------------- | ------------ |
| 1 | 30.05.1975   | Космос-741               | 1975-047A | Восход          | 11.06.1975   |
| 2 | 25.05.1979   | Космос-1102              | 1979-043A | Союз У          | 07.06.1979   |
| 3 | 12.06.1979   | Космос-1106              | 1979-054A | Союз У          | 25.06.2979   |
| 4 | 27.07.1979   | Космос-1118              | 1979-069A | Союз У          | 09.08.1979   |
| 5 | 17.08.1979   | Космос-1122              | 1979-075A | Союз У          | 30.08.1979   |